# The Baker Street Irregulars
The Baker Street Irregulars (BSI) är ett sällskap för Sherlock Holmes-entusiaster bildat 1934 av litteraturkritikern Christopher Morley. Namnet på sällskapet är hämtat från det namn som Sherlock Holmes gav åt gatpojkarna på Baker Street, hans assisterande detektivkår.
Sällskapet har sitt säte i USA men har medlemmar från hela världen. Medlemsantalet är cirka 300 och varje år väljs ett halvdussin nya medlemmar in, dvs ungefär lika många som avlidit under året. Några av de mest kända medlemmarna har varit Franklin Delano Roosevelt, Harry S. Truman, Rex Stout och Isaac Asimov. I januari varje år hålls en årsmiddag i New York, som en del av ett större Sherlock Holmes-evenemang som pågår i en halv vecka.
BSI anses vara världens främsta Sherlock Holmes-sällskap. I USA finns dessutom en mängd s.k. "scion societies" till BSI, regionala grupper som har BSI som paraplyorganisation. Personer som utmärker sig i de regionala grupperna eller på annat sätt bidrar till Sherlock Holmes-vetenskapen i tidskrifter eller böcker kan komma ifråga för inval till BSI. Det går inte att själv anmäla sig som medlem i BSI, och kriterierna för inval är hemliga. Sällskapet hade från början bara manliga medlemmar vilket inspirerade en kvinnostyrd organisation Adventuresses of Sherlock Holmes till en blockadaktion  mot ett av sällskapets möten. År 1991 valdes den första kvinnan, Jean Conan Doyle in i BSI.
BSI utger sedan 1946 fyra gånger om året tidskriften The Baker Street Journal. Sällskapet har även en diger bokproduktion.
De svenskar som genom tiderna blivit invalda i sällskapet är följande: Åke Runnquist, Ted Bergman, Anders Hammarqvist och Mattias Boström.
Under andra världskriget hade Special Operations Executive, SOE, sitt huvudkontor på 64 Baker Street. Det var en organisation med inriktning på spionage, sabotage och irreguljär krigföring.  Detta gav organisationen smeknamnet The Baker Street Irregulars.